# Trickster
Trickster（トリックスター），是日本女聲優、歌手水樹奈奈的第十八張單曲，商品編號KICM-1251，2008年10月1日發售。

## 單曲解說
- 和過往多張單曲一樣有初回版，还附赠发售纪念活动的抽奖券。
- 收錄三首歌，其中「Trickster」&「DISCOTHEQUE」的PV曾在KING RECORDS網頁免費播放。
- 跟上一張單曲距離8個月，與上次一樣第2，第3首的「DISCOTHEQUE」&「Trinity Cross」是「十字架與吸血鬼 CAPU2」的片頭、片尾曲。
- 繼「ETERNAL BLAZE」和「SECRET AMBITION」後，第3張發售首周即登上Oricon周間排行榜第2位的單曲，而且首周銷量更是破了自己歷年來的記錄，為5萬7千張。[1][2]
- 水樹奈奈在2008年10月10日放送的日本電視台系列的「音樂戰士 MUSIC FIGHTER」節目中登場，演唱了這首歌。
- 截止2008年11月24日，已經刷新了此前由單曲「SECRET AMBITION」保持的自己單曲累計銷量枚數最高記錄。

## 收錄曲
1. Trickster
  - 作詞：水樹奈奈、作曲・編曲：上松範康（Elements Garden）
  - CM曲
  - 日本電視台系列「音樂戰士 MUSIC FIGHTER」2008年10月熱播曲
2. DISCOTHEQUE
  - 作詞：園田凌士、作曲・編曲：上松範康（Elements Garden）
  - 電視動畫「十字架與吸血鬼 CAPU2」片頭曲（OP）
  - 日本電視台系列2008年9月月度片尾曲
3. Trinity Cross
  - 作詞：作曲：志倉千代丸、編曲：藤間仁（Elements Garden）
  - 電視動畫「十字架與吸血鬼 CAPU2」片尾曲（ED）